# 塔莱韦拉斯
塔莱韦拉斯，是西班牙卡斯蒂利亚-拉曼恰昆卡省的一个市镇。总面积107平方公里，总人口1159人（2001年），人口密度11人/平方公里。